# Augsdorf (Allmendingen)
Augsdorf ist eine Wüstung auf dem Gebiet der Gemeinde Allmendingen im Alb-Donau-Kreis in Baden-Württemberg.
Der abgegangene Ort liegt nördlich von Hausen ob Allmendingen. Auf dem Waffensberg wird eine abgegangene Burg vermutet, nach der sich vielleicht im 11. und 12. Jahrhundert Edelfreie von Waffenstein (oder Woffenstein) nannten. 